# 伊巴罗勒
伊巴罗勒（法語：Ibarrolle，法語發音：[ibaʁɔl]）是法国大西洋比利牛斯省的一个市镇，属于巴约讷区。

## 地理
伊巴罗勒（43°12'1"N, 1°5'42"W）面积8.87 平方千米，位于法国新阿基坦大区大西洋比利牛斯省，该省份为法国东南部省份，涵盖了贝阿恩与北巴斯克，西临大西洋比斯開灣，北至朗德省，东北接热尔省，东临上比利牛斯省，南与西班牙接壤。
与伊巴罗勒接壤的市镇（或旧市镇、城区）包括：比尼、比叙纳里茨-萨拉斯凯特、加马尔特、奥斯塔、拉瑟沃-阿罗斯-锡比茨、圣瑞斯特-伊巴尔。
伊巴罗勒的时区为UTC+01:00、UTC+02:00（夏令时）。

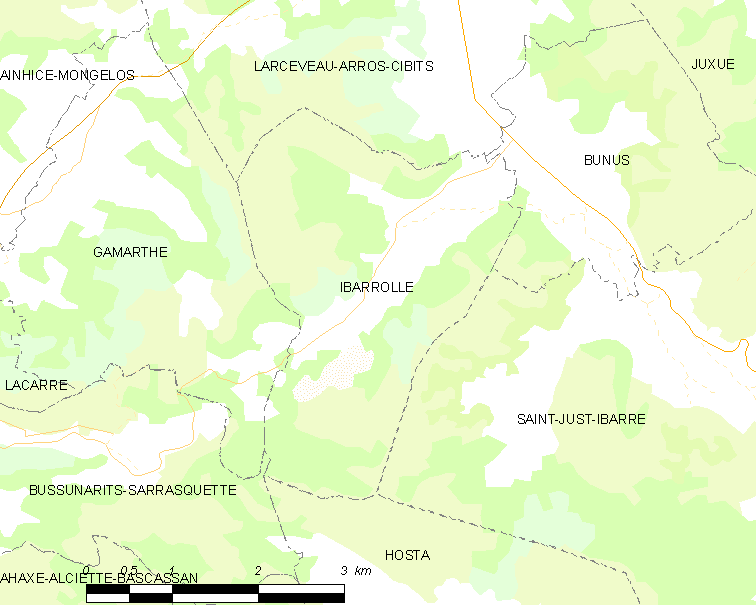
伊巴罗勒的OSM定位图

## 行政
伊巴罗勒的邮政编码为64120，INSEE市镇编码为64267。

## 政治
伊巴罗勒所属的省级选区为比达什地区-阿米库塞-奥斯蒂巴尔县。

## 人口

1962-2008年间伊巴罗勒人口变化图示

伊巴罗勒于2022年1月1日时的人口数量为73人。